# Misanteca cubensis
Misanteca cubensis là loài thực vật có hoa trong họ Nguyệt quế. Loài này được (O.C. Schmidt) Lundell miêu tả khoa học đầu tiên năm 1969.